# Microdulia mirabilis
Microdulia mirabilis är en fjärilsart som beskrevs av Rothschild 1895. Microdulia mirabilis ingår i släktet Microdulia och familjen påfågelsspinnare. Inga underarter finns listade i Catalogue of Life.

## Bildgalleri

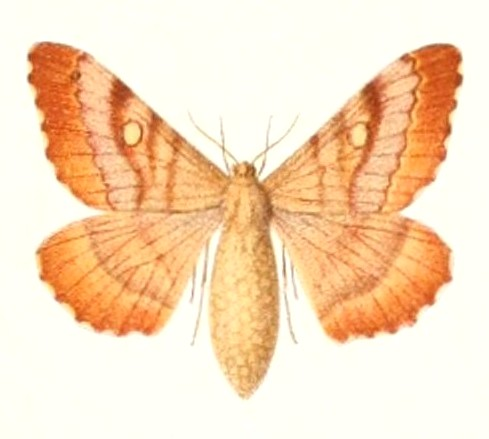